# Chiesa di Santa Maria della Consolazione (Milano)
La chiesa di Santa Maria della Consolazione al Castello (detta anche Santa Maria al Castello o Madonna del Castello per la sua vicinanza al Castello Sforzesco) è una piccola chiesa situata in Largo Cairoli a Milano, al termine della via San Giovanni sul Muro e di fronte al Teatro dal Verme. È chiesa sussidiaria della parrocchia di Santa Maria alla Porta dell'arcidiocesi di Milano e cappellania della comunità dei fedeli filippini milanesi.

## Storia
Edificata sulla spianata del Castello nel 1471 come oratorio voluto da Galeazzo Maria Sforza e intitolata alla Madre della Consolazione proprio dal Duca, la chiesa fu affidata nel 1492 ai frati agostiniani che vi aggiunsero un piccolo convento successivamente abbattuto probabilmente durante i lavori di ampliamento del castello. 
Demolito il convento è rimasta la chiesetta che è giunta fino a noi, attraverso vari rimaneggiamenti, in una veste neoclassica evidente nella facciata dell'architetto Giovan Battista Chiappa e ultimata nel 1836. La facciata è a due ordini, con un pronao di tre arcate ed è adornata da tre statue raffiguranti la Vergine e due angeli.
L'interno, a una sola navata e otto cappelle, è a due ordini e ornato da alcuni fra i più significativi artisti del Seicento lombardo: il soffitto in legno a cassettoni ospita dipinti di Camillo Procaccini con le figure degli Apostoli. La pregevole pala d'altare che è custodita all'interno e che raffigura la Madre della Consolazione fu traslata nel 1502. Nella terza cappella di destra una pregevole tela di Enea Salmeggia, il Martirio di sant'Andrea apostolo, del 1604.
La chiesa è attualmente importante punto di riferimento per la comunità filippina che ha donato una statua del Santo Niño de Cebú (il Bambino Gesù di Cebu) a cui quella comunità è particolarmente devota e che è visibile nella prima cappella di sinistra, dedicata al beato Contardo Ferrini.
Dall'11 gennaio 2015, viene celebrata la Santa Messa secondo il rito ambrosiano tradizionale, utilizzando il messale in latino promulgato nel 1954 dal cardinale Ildefonso Schuster ogni festività alle ore 08:15 e 09:45.

## Galleria d'immagini

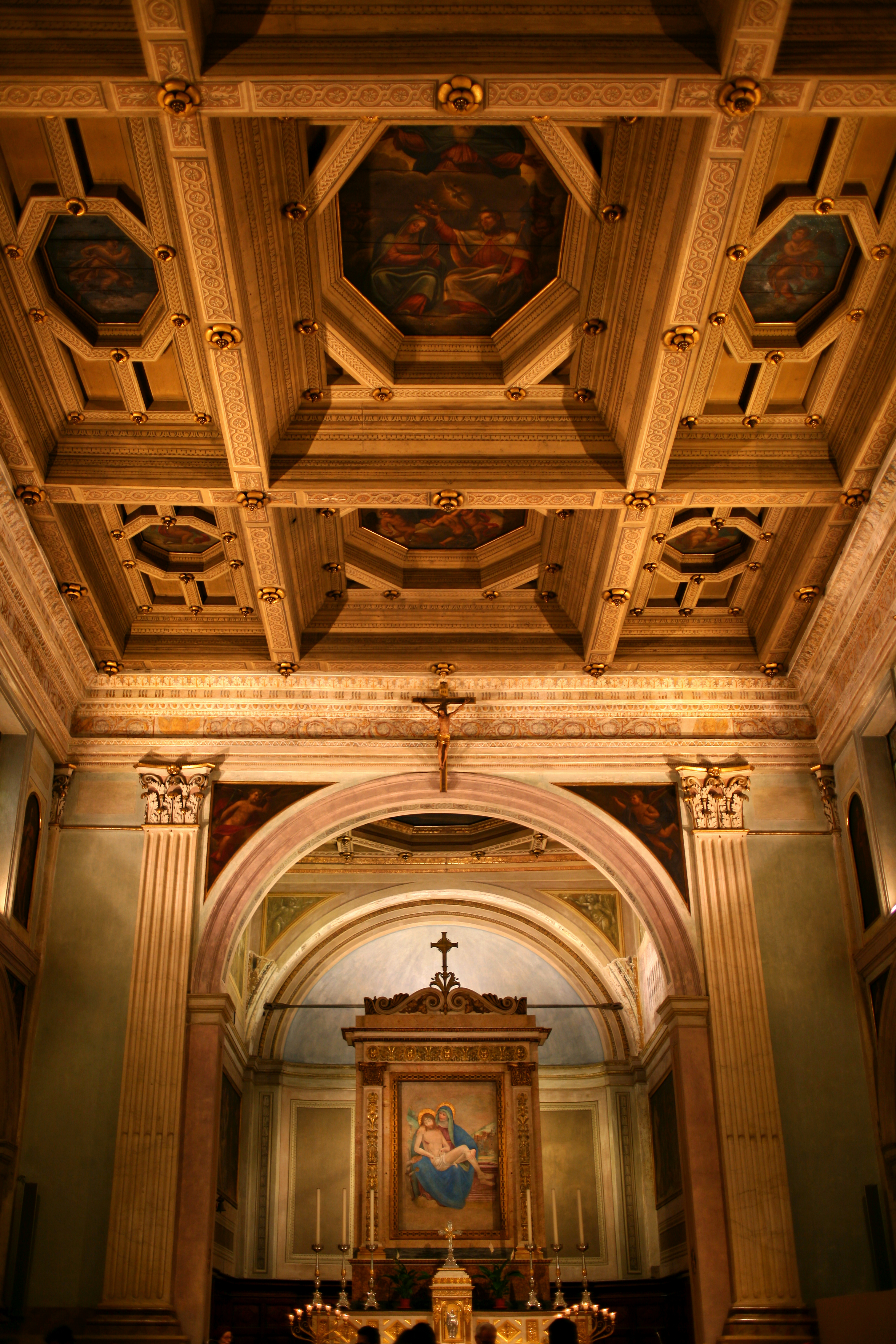
L'interno della chiesa
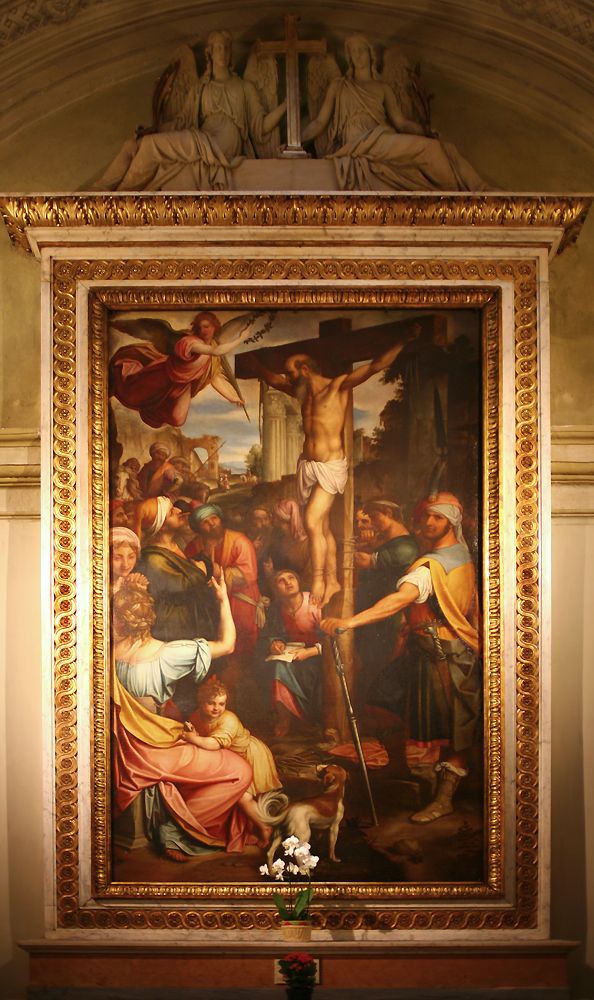
Il Martirio di Sant'Andrea apostolo, di Enea Salmeggia
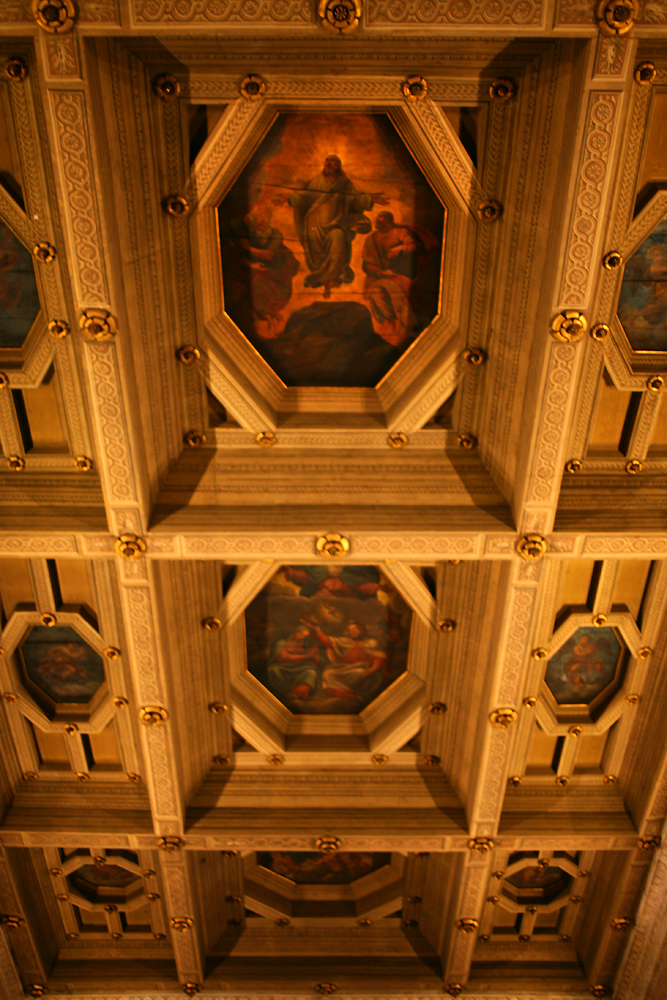
Particolare del soffitto decorato da Procaccini
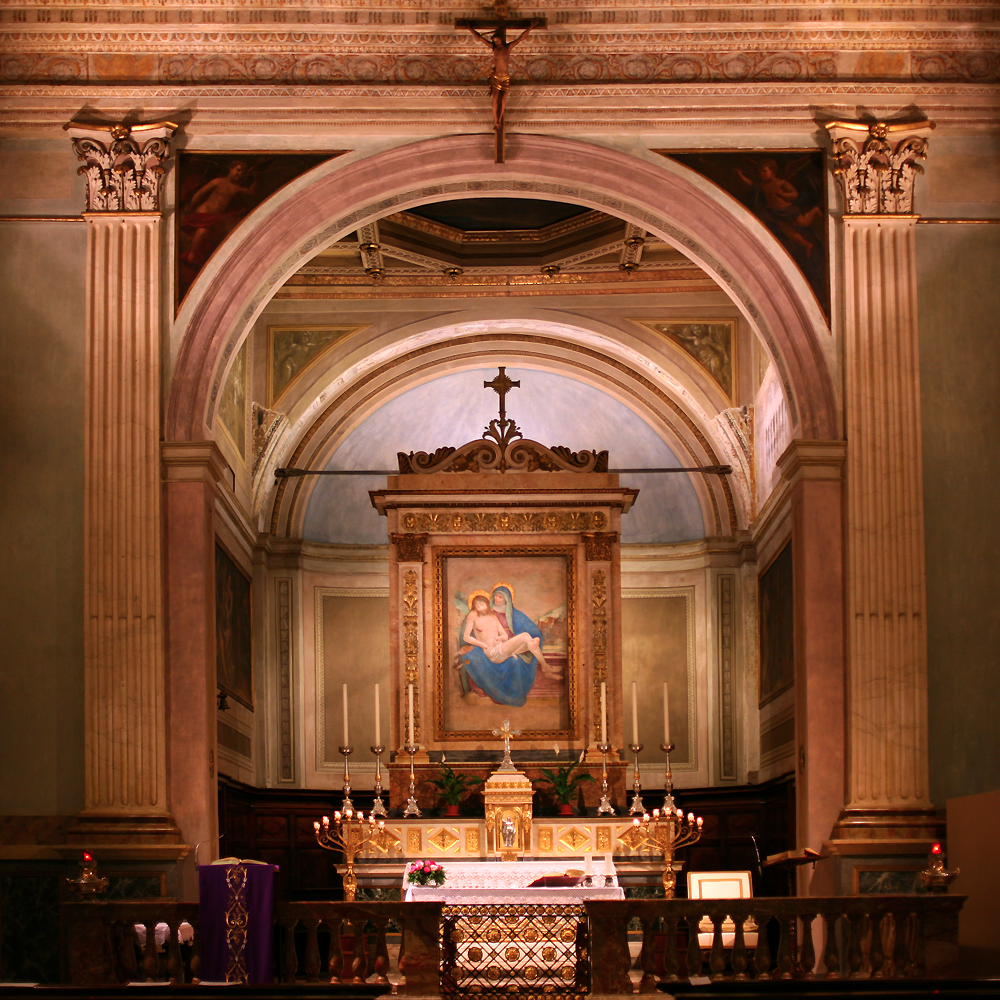
L'altare
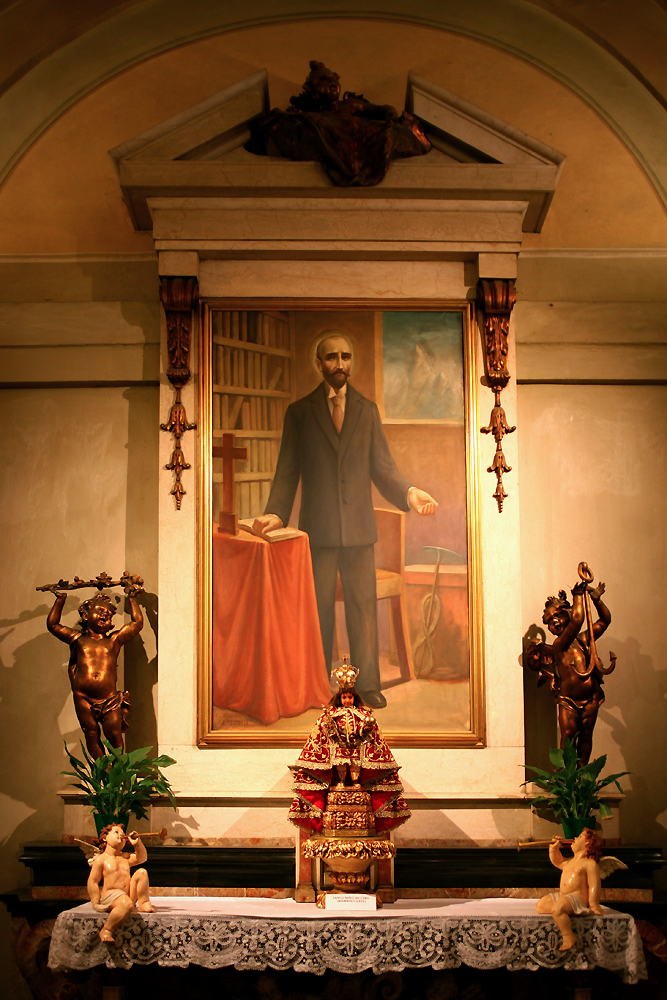
Santo Niño de Cebu nella cappella del beato Contardo Ferrini